# Verum
För andra betydelser, se Verum (olika betydelser).
Verum är kyrkbyn i Verums socken  i Hässleholms kommun i Skåne län. Mellan 1990 och 2020 avgränsade SCB här en småort.

## Befolkningsutveckling
| Befolkningsutvecklingen i Verum 1990–2015 | Befolkningsutvecklingen i Verum 1990–2015 | Befolkningsutvecklingen i Verum 1990–2015 | Befolkningsutvecklingen i Verum 1990–2015 | Befolkningsutvecklingen i Verum 1990–2015 |
| ----------------------------------------- | ----------------------------------------- | ----------------------------------------- | ----------------------------------------- | ----------------------------------------- |
|                                           |                                           |                                           |                                           |                                           |
| År                                        |                                           |                                           | Folkmängd                                 | Areal (ha)                                |
| 1990                                      | 1990                                      |                                           | 75                                        | 20                                        |
| 1995                                      | 1995                                      |                                           | 73                                        | 20                                        |
| 2000                                      | 2000                                      |                                           | 61                                        | 20                                        |
| 2005                                      | 2005                                      |                                           | 58                                        | 20                                        |
| 2010                                      | 2010                                      |                                           | 57                                        | 21                                        |
| 2015                                      | 2015                                      |                                           | 52                                        | 41                                        |
|                                           |                                           |                                           |                                           |                                           |

## Idrott
I Verum finns idrottsföreningen Verums GoIF.

## Kända personer
- Nilla Fischer

- I kyrkan gifte sig artisterna Agnetha Fältskog och Björn Ulvaeus 1970, sedermera medlemmar i popgruppen Abba, eftersom de gillade byn och de vackra omgivningarna, enligt Agnetha själv som intervjuades i TV-programmet ”Gäst hos Hagge” (1985).
- Robin Gustavsson, f.d polischef och kommunalråd